# 貨物上屋

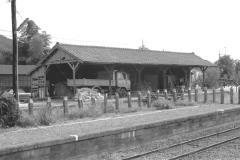
鉄道駅における貨物上屋の例（筑波鉄道上大島駅、1979年9月撮影）※撮影時は別目的で使用。

貨物上屋（かもつうわや）は、鉄道駅や空港、港などに設置され、貨物の荷捌き、積み降ろし、保管などに使用される建物である。
単に上屋ということもある。倉庫との大きな違いは、壁が無いか一部の側にだけ設けられていて、大半の場合は開放構造になっているほか、柱と屋根だけの建物になっていることである。

## 鉄道駅
鉄道駅では貨物上屋は貨物ホーム上や駅の脇に設置される。貨物ホーム上家ともいう。貨物上屋の構造は、ホーム側の側面は開放型である。反対側の側面は壁になっているが、荷物の搬入等のために壁の一部が開放されているか、あるいは扉になっているものもある。貨物上屋には様々な形態があるので、壁がない貨物上屋や、貨物上屋の一部が倉庫になっているものもある。
「上屋」は英語のwarehouse（倉庫）が由来であるが、アメリカ英語ではFreight house、イギリス英語ではGoods shedと呼ばれる。

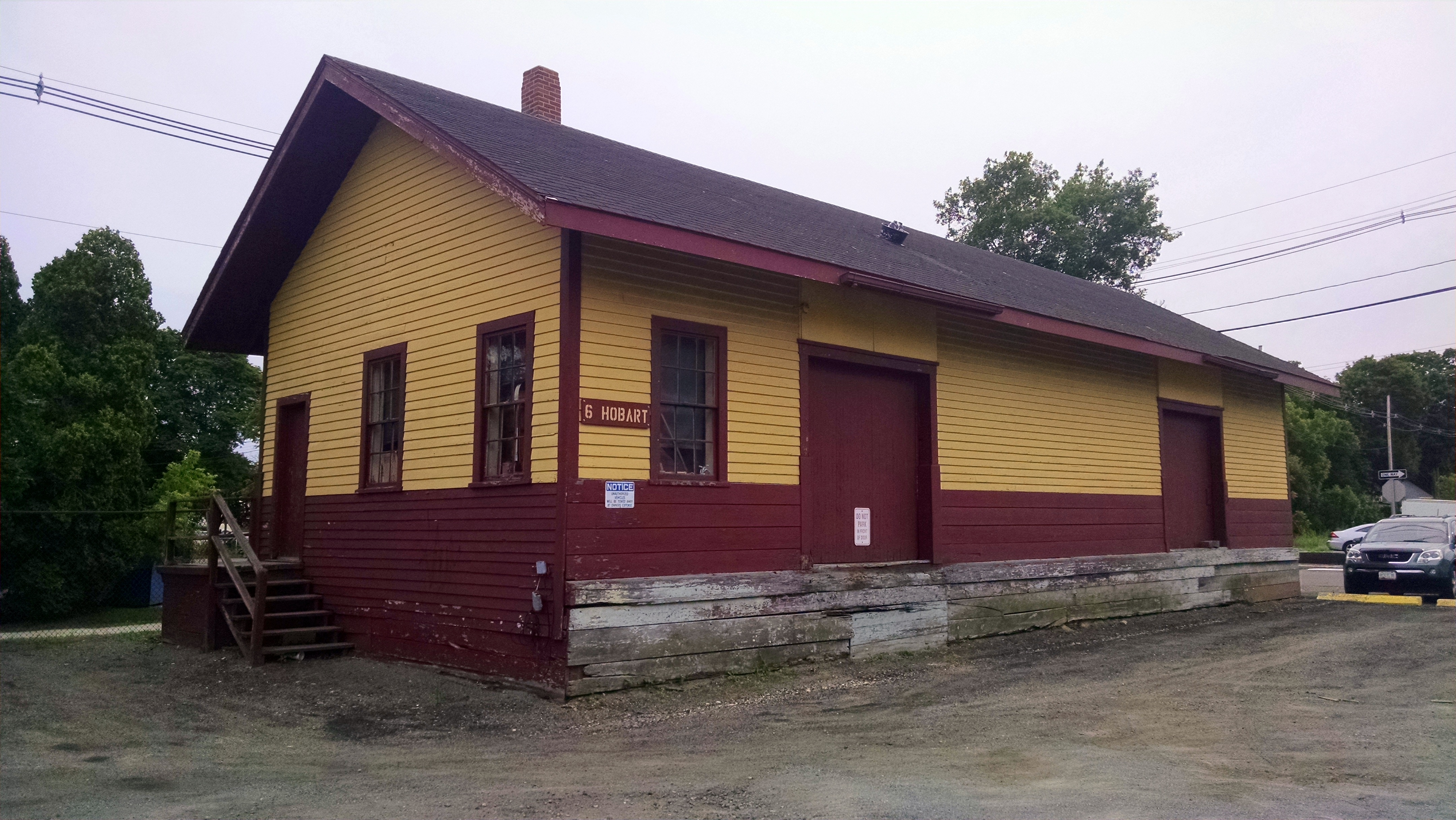
英国サマセット
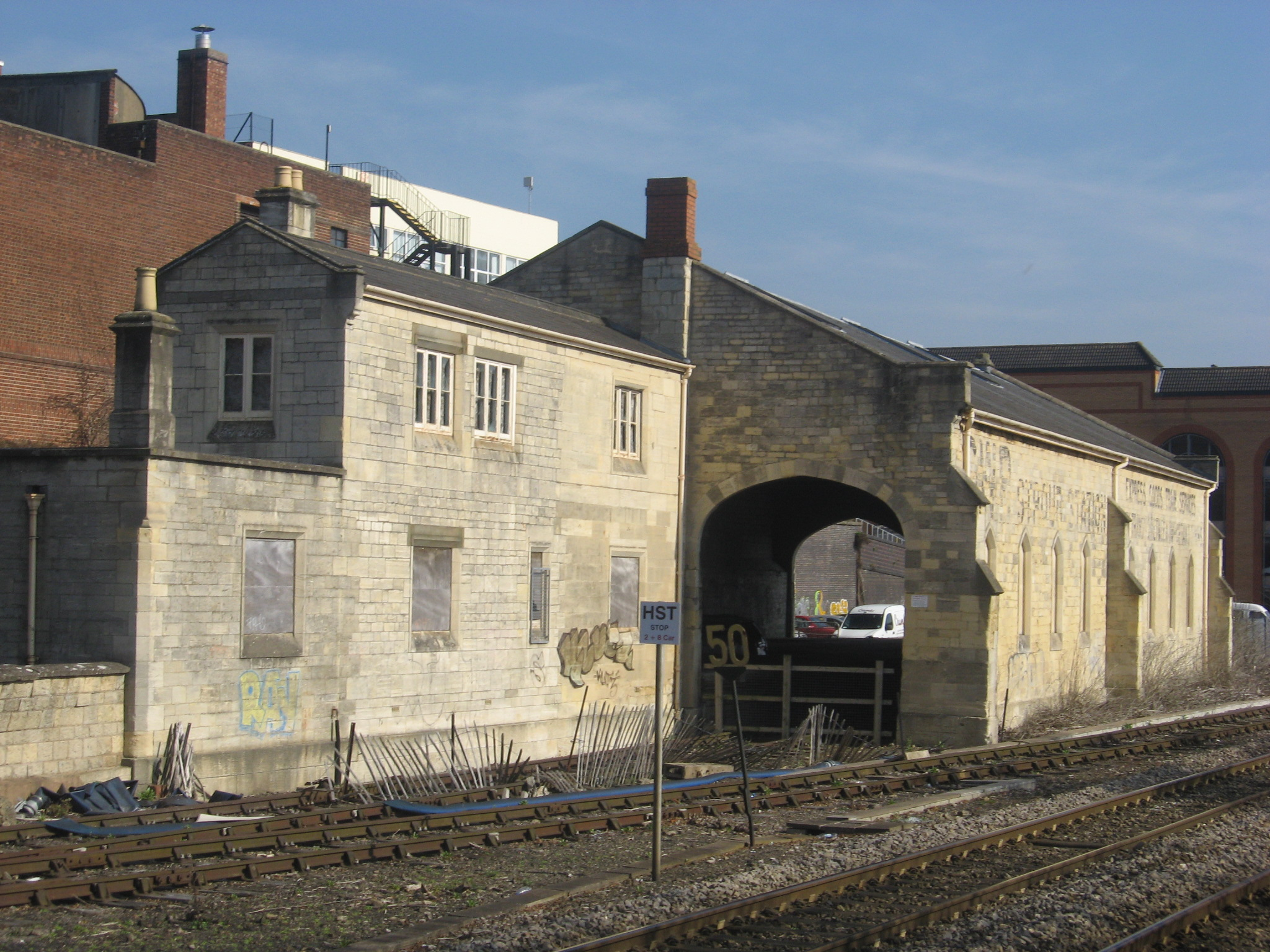
英国グロスタシャー

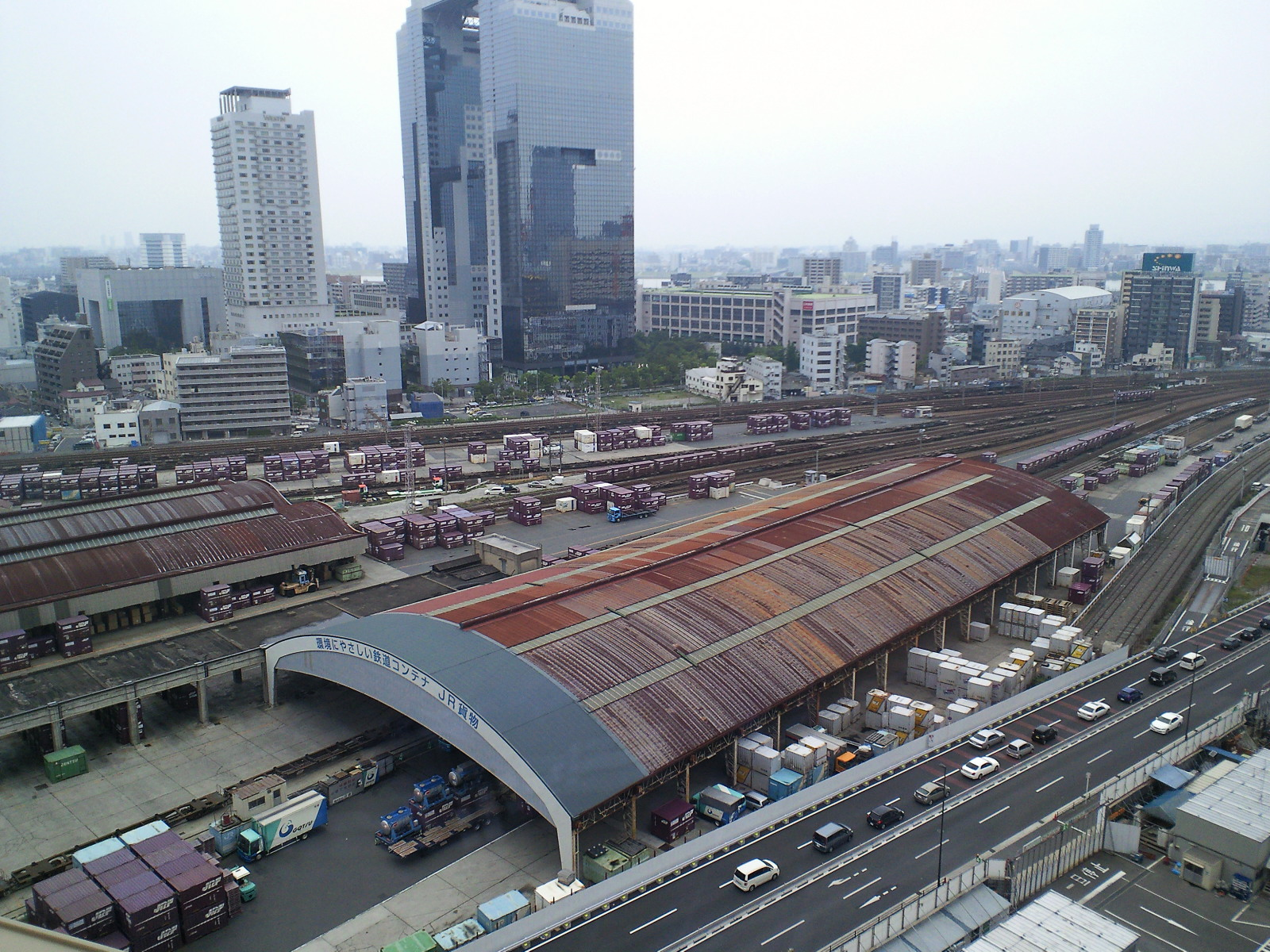
梅田貨物駅 新3号貨物ホーム外観
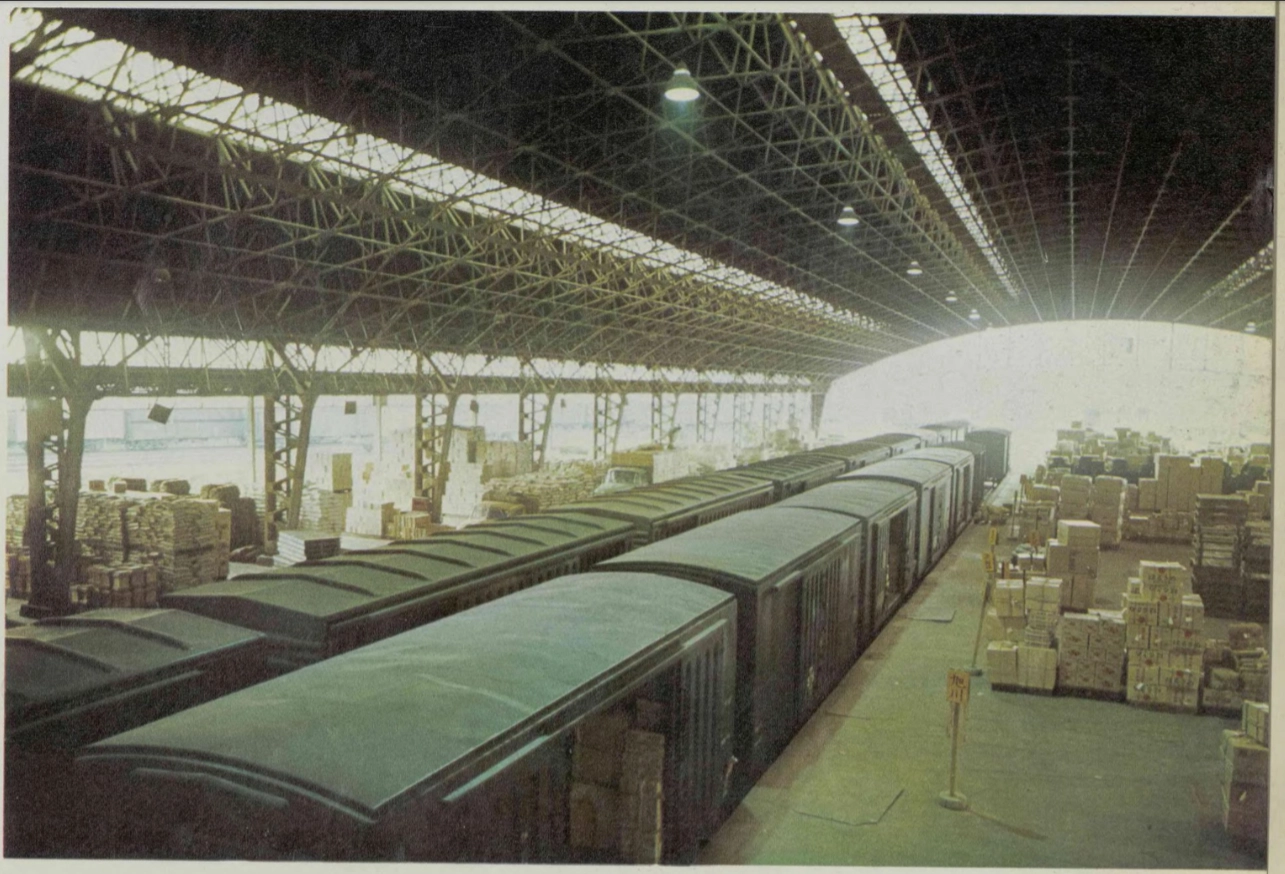
梅田貨物駅 新3号貨物ホーム内部（1966年）

## 空港
空港においては、滑走路や駐機場の脇に設置されて、主に地上の輸送手段と航空機との間の荷捌き、取り回し作業を行うために用いられている。一般に航空コンテナは、空気抵抗を減らすなどの理由で丸く複雑な形になっている航空機の特殊な形状に合わせて機種ごとに製造され、また自重と容積を減らす要求が強いことなどから強度が低いといった問題があり、地上輸送と航空輸送の間を航空コンテナで一貫輸送するということは少ない。このことから、地上の輸送手段から航空コンテナへ、またはその逆の荷物の詰め替え作業が、倉庫または上屋において行われている。

## 港湾

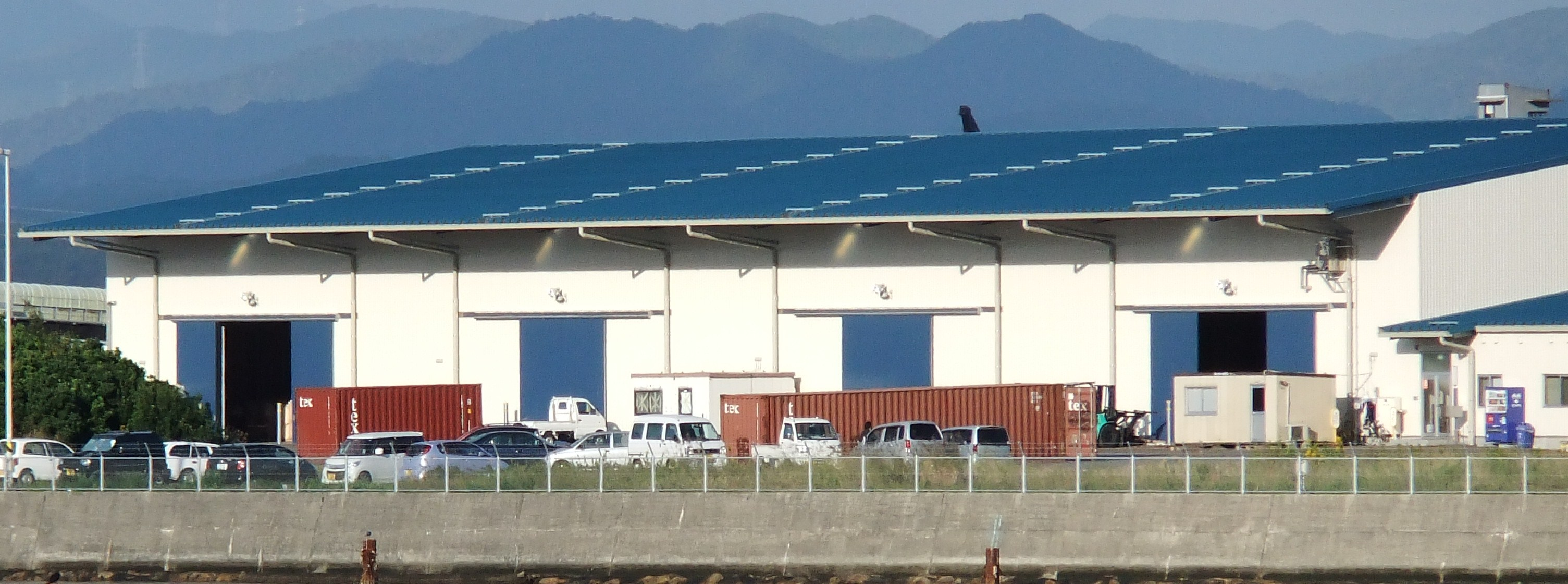
荷さばき場（コンテナフレートステーション）

港湾では、岸壁の後背地に設けられて、やはり地上の輸送手段と船舶との間の荷捌き、取り回し作業に用いられている。港湾法では港湾施設のひとつと位置付けられている。航空機とは異なり、船舶用の海上コンテナは地上の交通手段であるトラックや鉄道で一貫輸送されることが一般的である。このため、コンテナ化が進行した現代では上屋における作業が行われることはあまりなく、港には岸壁とコンテナ扱いのクレーン、コンテナの保管場ばかりが目立つということになっている。
在来型の貨物船で運ばれる貨物や、コンテナでも港において複数の荷主の貨物を1つのコンテナに詰め合わせて輸送する場合などでは上屋での作業を伴うことがある。輸送形態により、荷主から船へ貨物を直送したり、一旦港の倉庫で保管したりするため、陸上輸送や保管、船積みに関する費用や責任を誰が担当するかは様々である。そのパターンに応じて名前が付けられており、例えば「本船直背後上屋受けエプロン出し」という形態では、貨物上屋まで貨物を運び込む責任が荷主、または荷主から依頼された陸上輸送業者にあり、上屋から船積みに関する責任は船会社、または船会社から依頼された港湾荷役業者にある。上屋内部での管理責任が誰にあるかはさらに細分されている。このように上屋は海陸一貫輸送業務における責任分界点となることもある。
外国貨物を扱う貨物上屋の多くは、関税法に基づく保税地域の一種である、保税蔵置場の許可を受けている。

## 関連文献
- 鉄道探検隊（隊長：吉川文夫）『鉄道風景懐古(I)』大正出版、1998年10月。ISBN 978-4811706276。